# 真代のカゲキにシンデレラ
『真代のカゲキにシンデレラ』（まよのカゲキにシンデレラ）は、1986年4月4日から1987年3月27日まで中京テレビで放送されたトーク番組・生活情報番組。放送時間は毎週金曜 10:30 - 11:25 (JST) 。

## 概要
歌手の庄野真代とフラワーデザイナーの内山ゆりが司会を務めた番組で、彼女たちが毎回ゲストに迎えた一般女性たちから仕事のことやプライベートの過ごし方などについて尋ねながらトークを繰り広げていた。ゲストには水準以上の社会的地位を確立しているいわゆるキャリアウーマンを迎えるのが恒例で、国内金融業界初の女性支店長や映画配給会社に勤める女性プロデューサーなどを招いていた。
また、番組は家庭の主婦が多く視聴する時間帯に放送されていたことから、各種生活情報を紹介するコーナーや東海3県で活動する主婦サークルを紹介するコーナーも設けていた。トークコーナーの収録も視聴者層に合わせてか、一般家庭のリビング風に仕立てたセットの中で行われていた。
本番組より、中京テレビの金曜のこの時間はローカル情報番組を放送するようになっている。